# Балагачево (селище)
Балага́чево (рос. Балагачево) — селище у складі Первомайського району Томської області, Росія. Входить до складу Комсомольського сільського поселення.

## Населення
Населення — 115 осіб (2010; 104 у 2002).
Національний склад (станом на 2002 рік):
- росіяни — 96 %